# 1 квітня
1 квітня — 91-й день року (92-й у високосні роки) у григоріанському календарі. До кінця року залишається 274 дні.

## Свята і пам'ятні дні

### Міжнародні
- День сміху
- Міжнародний день птахів (День орнітолога)

### Національні
- Таїланд: День цивільної служби.
- Ісландія: День інженера.
- Танзанія: День посадки дерев.
- Мальта: День свободи.
- Сан-Марино: Початок введення посади Капітана-регента
- Кіпр: День початку національно-визвольної боротьби проти англійських колонізаторів
- ПАР: День сім'ї.
- КНР: День кави.
- Японія: Початок Міяко-одорі (都をどり)
- День Ісламської Республіки Іран (1979), національне свято.

### Релігійні

#### Християнство
Католицька церква: День Святого Нуну Алваріш Перейра, Християнського Полководця.

 Православна церква:
- Преподобної Марії Єгипетської.
- Преподобного Геронтія, канонарха Києво-Печерського, в Дальніх печерах.
- Преподобного Макарія, ігумена Пелікитської обителі.
- Мучеників Геронтія і Василіда.
- Праведного Ахаза.

### Іменини
✙ Православні: Марія, Макар.
✝  Католицькі: Ірина, Катерина, Мар'яна, Софія, Теодор, Томаш

## Події
- 527 — початок правління римського імператора Юстиніана І.
- 1579 — Стефан Баторій заснував перший у Балтії Віленський університет.
- 1889 — у Чикаго з'явилася в продажу перша у світі посудомийна машина, створена Джозефіною Кокрейн.
- 1890 — бельгійський емігрант Шарль ван Деполь отримав у США патент на перший тролейбус.
- 1906 — підписана міжнародна конвенція з охорони птахів. Відзначається Міжнародний день птахів.

- 1917 — у Києві відбулося Свято Свободи — одна з найбільших національних маніфестацій в історії України (дата за н.ст.).
- 1918 — сформовані Королівські повітряні сили Великої Британії.
- 1919 — Асканію-Нову оголошено народним заповідним парком (розвивався Ф. Фальц-Фейном з 1874 р.).
- 1924 — Адольф Гітлер засуджений на п'ять років неволі за Пивний путч.
- 1933 — нацисти організували бойкот єврейських підприємств у відплату за «змову євреїв усього світу проти Німеччини».
- 1937 — Бірму відокремлено від Індії.
- 1939 — після капітуляції останніх республіканських сил генерал Франко проголосив перемогу в Громадянській війні в Іспанії.
- 1946 — Сінгапур став британською коронною колонією; утворено Малайський Союз.
- 1976 — Стів Джобс та Стів Возняк заснували Apple.
- 1979 — за результатами всенародного референдуму аятола Хомейні проголосив Іран ісламською республікою.
- 1981 — в СРСР уперше введено літній час.
- 1999 — набрав чинності Договір про дружбу, співробітництво і партнерство між Україною і Російською Федерацією (діяв до 2019 р.)
- 2009 — Албанія і Хорватія приєдналися до НАТО.
- 2016 — наступ військ Азербайджану на Карабах, або так звана «4-денна війна»
- 2022 — Київська область була повністю звільнена від російських окупантів.

## Народились
- 1431 — Франсуа Війон, французький поет-лірик пізнього Середньовіччя.
- 1578 — Вільям Гарвей, англійський лікар, засновник сучасної фізіології та ембріології (пом. 1657).
- 1697 — Антуан Франсуа Прево, французький священник, письменник, більш відомий як абат Прево́. Автор роману «Мано́н Леско́».
- 1753 — Жозеф де Местр, Франкомовний (підданий Сардинії) католицький філософ, літератор, політик і дипломат, представник фундаментального консерватизму.
- 1809 — Микола Гоголь, видатний український прозаїк, драматург.

- 1815 — Отто фон Бісмарк, ідеолог створення Німецької імперії.
- 1831 — Альберт Анкер, швейцарський живописець і графік.
- 1838 — Василь Тарновський, громадський і культурний діяч, аматор української старовини, меценат. Син Василя Тарновського (старшого).
- 1861 — Іриней Легеза, український письменник і громадський діяч.
- 1865 — Ріхард Адольф Зігмонді, австрійсько-німецький хімік, лауреат Нобелівської премії з хімії 1925 року.
- 1866 — Ферруччо Бузоні, італійський композитор, піаніст, диригент і музичний педагог.
- 1868 — Надія Забіла-Врубель, українська оперна співачка, дружина художника Михайла Врубеля; була небогою відомого українського скульптора Пармена Забіли.
- 1868 — Едмон Ростан, французький поет і драматург, автор відомої п'єси «Сірано де Бержерак».
- 1901 — Зенон Коссак-Тарнавський, провідний член УВО і ОУН, автор 44-х правил життя українського націоналіста. Розстріляний мадярами.
- 1908 — Абрагам Маслоу, американський психолог українського єврейського походження.
- 1922 — Ярослав Коцьолок, поручник УПА, командир сотень «Ударники-6», «Ударники-8» 26-го Територіального відтинку «Лемко» групи УПА-Захід.
- 1927 — Ференц Пушкаш, угорський футболіст.
- 1928 — Михайло Коман, радянський футболіст і тренер, володар Кубка СРСР 1954.
- 1932 — Олександр Мартинець, український художник-графік, педагог, професор Харківської державної академії дизайну та мистецтв. Заслужений діяч мистецтв України (1992). (†2008).
- 1946 — Арріго Саккі, видатний італійський футбольний тренер.
- 1971 — Вахтанг Кіпіані, український журналіст, публіцист, історик.
- 1974 — Чайна Чоу, британська і американська актриса, модель та телеведуча.
- 1979 — Дмитро Апухтін, полковник Національної гвардії України, учасник російсько-української війни, Герой України.
- 1981 — Тереза Сокирка, канадська співачка українського походження.

## Померли

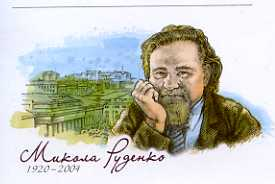
Микола Руденко

- 1204 — Елеонора Аквітанська, герцогиня Аквітанська, королева Франції (1137—1152) й Англії (1154—1189).
- 1548 — Сигізмунд I Старий, король польський і великий князь литовський з династії Ягеллонів (з 1596).
- 1844 — Адріан Данилевський, український композитор, піаніст і педагог. Брат скрипаля Григорія Данилевського.
- 1899 — Леонард Марконі, львівський скульптор, педагог італійського походження. Майстер архітектурної пластики доби історизму. Тесть скульптора Антонія Попеля.
- 1956 — Михайло Терещенко, український підприємець, цукрозаводчик та землевласник, меценат.
- 1962 — Мішель де Гельдерод, бельгійський письменник і драматург.
- 1968 — Лев Ландау, радянський фізик, академік АН СРСР, 1932-37 очолював теоретичний відділ Українського фізико-технічного інституту в Харкові. Лауреат Нобелівської премії з фізики (1962).
- 1976 — Макс Ернст, франко-німецький художник, скульптор, один з основоположників сюрреалізму в сучасному мистецтві.
- 1981 — Тамара Вишневська, зірка польського кіно українського походження; дочка Сергія Аполлінарійовича Вишневського, редактора двох українських газет: «Українська громада» і «Волинська неділя» у Луцьку, ув'язненого польською владою до концтабору Береза Картузька.
- 1984 — Марвін Ґей, американський співак, аранжувальник, мультиінструменталіст, автор пісень і музичний продюсер, вважаються одним із засновників ритм-енд-блюзу.
- 1991 — Марта Грем, американська танцівниця та хореограф.
- 1994 — Робер Дуано, видатний французький фотограф.
- 1998 — Розз Вільямс, американський музикант та вокаліст, учасник культового гурту Christian Death, один із засновників стилю «дез-рок».
- 2002 ― Сімо Гяюгя («Біла смерть», «Сімуна»), фінський снайпер Зимової війни (1905 р. н.).
- 2004 — Микола Руденко, український письменник, філософ, громадський діяч.
- 2010 — Генрі Едвард Робертс, американський винахідник, бізнесмен і доктор медицини, інженер і підприємець, який розробив перший комерційно успішний персональний комп'ютер «Altair 8800» (1975).